# Memecylon amshoffiae
Memecylon amshoffiae är en tvåhjärtbladig växtart som beskrevs av Jacq.-fel.. Memecylon amshoffiae ingår i släktet Memecylon och familjen Melastomataceae. Inga underarter finns listade i Catalogue of Life.